# Ron Moody
Ron Moody (Ronald Moodnick, 8 de janeiro de 1924 - 11 de junho de 2015) foi um ator inglês.

## Vida pessoal
Moody nasceu em Tottenham, norte de Londres, Inglaterra, filho de Kate (née Ogus) e Bernard Moodnick, um executivo de estúdio. Seu pai era de origem judaica russa e sua mãe era uma lituana judia. Moody era primo do diretor Laurence Moody e da atriz Clare Lawrence. Seu sobrenome foi legalmente alterado para Moody, em 1930. Em 1985, casou-se com uma professora de Pilates, Therese Blackbourn, com quem teve seis filhos. Um de seus filhos, Daniel, foi o assistente de efeitos visuais no filme The Wolfman.

## Carreira
Moody trabalhou em uma variedade de gêneros, mas talvez seja mais conhecido por seu papel como Fagin em Lionel Bart (teatro) e no filme musical Oliver!, baseado em Oliver Twist de Charles Dickens. Ele criou o papel na versão original de West End, e reprisou em 1984 na Broadway e no filme de 1968, para o qual ele foi indicado para o Oscar de Melhor Ator e ganhou o Globo de Ouro de Melhor Ator Comédia ou Musical.
Ele apareceu em séries de televisão infantis, incluindo os Animais da Madeira Farthing, Ilha de Noé, Telebugs, Into the Labyrinth e o Discworld série. Entre seus papéis mais conhecidos se destaca o de primeiro-ministro Rupert Mountjoy na comédia The Mouse on the Moon (1963), ao lado de Margaret Rutherford. Ele atuou novamente como Jack Wild em Flight of the Doves.
Em 2004, apareceu no canal britânico ITV1 na Série Nostalgia, um documentário sobre o elenco sobrevivente do filme Oliver!. Vários números musicais do filme foram revividos. Mais notável e comovente, talvez, foi Moody, então com 80, mas ainda ágil, e Jack Wild (o Artful Dodger de Oliver! e gravemente doente com câncer de boca no momento da filmagem), recriando a sua dança dos créditos finais do filme.
Em 30 de junho de 2010, Moody apareceu no palco no final de uma performance de Cameron Mackintosh revival de Oliver! e fez um discurso humorístico sobre o 50º aniversário do programa. Ele então repetiu o "Escolha um bolso ou dois" número com o elenco.
Moody faleceu num hospital em Londres em 11 de junho de 2015.

## Filmografia
- Follow a Star (1959)
- Five Golden Hours (1961)
- A Pair of Briefs (1962)
- Summer Holiday  (1963)
- The Mouse on the Moon (1963)
- The Sandwich Man (1966)
- Oliver! (1968)
- Flight of the Doves (1971)
- Legend of the Werewolf (1975)
- The Strange Case of the End of Civilization as We Know It (1977)
- Dominique  (1978)
- Wrong Is Right (1982)
- Where Is Parsifal? (1983)
- A Kid in King Arthur's Court (1995)
- Revelation  (2001)
- Paradise Grove (2003)